# 亚历山大的狄奥格诺斯图斯
亚历山大的狄奥格诺斯图斯（英語：Theognostus of Alexandria，210年—270年），古希腊神学家。为当时学术中心亚历山大城教理学校的领导人，他的宗教著作甚丰，其中的《教义要略》在公元4世纪的尼西亚会议上成为正统派论战阿里乌斯派的有力工具。